# Podmolí
Podmolí (en allemand : Baumöhl) est une commune du district de Znojmo, dans la région de Moravie-du-Sud, en République tchèque. Sa population s'élevait à 163 habitants en 2020.

## Géographie
Podmolí se trouve à la frontière autrichienne, à 9 km à l'ouest de Znojmo, à 62 km au sud-ouest de Brno et à 175 km au sud-est de Prague.
La commune est limitée par Bezkov au nord, par Mašovice au nord-est, par Znojmo et Havraníky à l'est, par Hnanice au sud, par l'Autriche au sud-ouest et par Lukov à l'ouest.
Une grande partie du territoire de la commune fait partie du Parc national de Podyjí.

## Histoire
La première mention écrite de la localité date de 1433.